# Bréhal
Bréhal är en kommun i departementet Manche i regionen Normandie i norra Frankrike. Kommunen ligger i kantonen Bréhal som tillhör arrondissementet Coutances. År 2022 hade Bréhal 3 480 invånare.

## Befolkningsutveckling
Antalet invånare i kommunen Bréhal
| Referens: INSEE |